# Xã Alta Vista, Quận Lincoln, Minnesota
Xã Alta Vista (tiếng Anh: Alta Vista Township) là một xã thuộc quận Lincoln, tiểu bang Minnesota, Hoa Kỳ. Năm 2010, dân số của xã này là 175 người.